# Акут
| Акут | Акут |
| ---- | ---- |
| Á    | á    |
| Ấ    | ấ    |
| Ắ    | ắ    |
| Ǻ    | ǻ    |
| Ǽ    | ǽ    |
| Ć    | ć    |
| Ḉ    | ḉ    |
| é    | é    |
| Ế    | ế    |
| Ḗ    | ḗ    |
| Ǵ    | ǵ    |
| Í    | í    |
| Ḯ    | ḯ    |
| Ḱ    | ḱ    |
| Ĺ    | ĺ    |
| Ḿ    | ḿ    |
| Ń    | ń    |
| ó    | ó    |
| Ố    | ố    |
| Ṍ    | ṍ    |
| Ṓ    | ṓ    |
| Ǿ    | ǿ    |
| Ṕ    | ṕ    |
| Ŕ    | ŕ    |
| ś    | ś    |
| Ṥ    | ṥ    |
| Ú    | ú    |
| Ǘ    | ǘ    |
| Ứ    | ứ    |
| Ṹ    | ṹ    |
| Ẃ    | ẃ    |
| Ý    | ý    |
| Ź    | ź    |
| Ѓ    | ѓ    |
| Ќ    | ќ    |

Аку́т (лат. acutus), оксíя (дав.-гр. ὀξεῖα), го́стрий на́голос (´) — діакритичний знак, косий штрих над літерою. Використовується в грецькій, романських, слов'янських та багатьох інших мовах. В Юнікоді представлений як U + 0301. Приблизно збігається за формою з друкарським клавіатурним знаком — машинописним апострофом.
Орфографія деяких мов вимагає обов'язкового або факультативного використання знаків наголосу (акута або гравісу). Акут як знак наголосу використовується в деяких сучасних європейських мовах, що мають рухливий (нефіксований) наголос.
У романських мовах акут широко використовується для розрізнення відкритих та закритих голосних. У більшості орфографічних систем (за винятком португальської мови) цей знак позначає закритий голосний.
У деяких мовах використовується для позначення довготи голосних (а також складотворчих приголосних), тони, а також логічне виділення.

## Латинська мова
Попередником Акута вважається знак апекса, який використовували в латинській мові для позначення довготи голосного.

## Грецька мова
У давньогрецькій мові політонічній орфографії знак гострого наголосу з'явився для позначення високого тону. У сучасній грецькій мові (димотика) музичний наголос втрачено, а знаком оксії позначається наголос у всіх багатоскладових словах.
Після реформи правопису грецької мови 1982 року (монотонна орфографія) акут замінив три політонних наголоси (акут, гравіс та циркумфлекс). Як термін тепер частіше використовується слово «тонос» (τόνος), а не «оксія» (οξεία), як раніше.

## Слов'янські мови
- В українській мові знак гострого наголосу систематично використовується для позначення місця наголосу в словниках, книгах для молодших школярів та іноземців. У звичайних текстах в словах, що розрізняються лише місцем наголосу (пор. Омографи), проставляється факультативно: за́мок — замо́к тощо. Іноді також використовується для логічного виділення.
- Подібним чином застосовується в російській та білоруській мовах. Також в українському та білоруському латинських алфавітах для позначення м'яких (палаталізованих) приголосних використовуються літери ć, dź, ń, ś, ź .
- У чеській та словацькій мовах акут (чарка, čárka — «кома») використовується для позначення довгих голосних: á, é, í, ó, ú, ý , в словацькій також для позначення складотворчих приголосних: ŕ  та ĺ.
- Акут в польській (akcent ostry або креска, kreska) вживається:

По-перше, як знак палаталізації приголосних (подібно до чеського Гачека) над ć, ś, ź, ń: sześć /ʂɛɕʨ/ «шість».
По-друге, у польській та кашубській креска над голосним ó змінює його якість ([u]) та пов'язана з історичним чергуванням короткого o та довгого ó. У польській типографіці креска зазвичай більш вертикальна, ніж акут, і поміщається трохи правіше.
- У верхньолужицькій та Нижньолужицькій абетках використовуються такі літери з акутом: ć, ń, ó, ŕ, ś, ź (у верхньолужицькій лише перші три та остання в складі диграфа dź).
- У македонській мові застосовуються літери Ѓ ѓ та Ќ ќ на позначення специфічних палатальних або альвео-палатальних приголосних. Також акут позначає в словниках наголос, якщо той падає не на третій від кінця склад в складних словах або не на перший в двоскладових.
- У сербо-хорватській латиниці (сербська, хорватська, боснійська, чорногорська) Острівець (ostrivec) над літерою c: ć позначає звук [ʨ] (результат палаталізації t). Також акут позначає в словниках довго-висхідний наголос.
- У словенській мові в словниках та посібниках акут вказує на довготу голосних та (графічно) приголосного r в наголошених складах, причому, одночасно на закриту вимову e та o. В разі зазначення тонального компонента, акут позначає довго-висхідний наголос (як і в сербо-хорватській), при цьому закритість e та o позначається крапкою під ними. Практично в словниках часто застосовується перша система, а тон вказується за словом повторенням в дужках літери з відповідним значком.

## Романські мови
- У французькій мові акут (accent aigu) вживається лише над буквою «e» (і лише у відкритому складі) : é — та позначає закриту вимову голосного [e] (на відміну від è, ê [ɛ] та e [ə]) : clé [kle], armée [aʁme], élève [el εːv].
- В іспанській мові акут (acento agudo або acento diacrítico) над літерами á, é, í, ó, ú  використовується в двох основних випадках.

1. Для позначення словесного наголосу:
а) якщо в словах, що закінчуються на будь-яку голосну, а також приголосні -n та -s, він припадає не на передостанній склад;
б) якщо в словах, що закінчуються на будь-яку приголосну крім -n та -s, наголос припадає не на останній склад.
2. Для розрізнення омонімів, особливо в парах «питальне слово/відносний займенник», де перше є наголошеним, а друге — клітик: cómo («як ?») — como («як»), qué («що?») — que («що, який»), dónde — donde«де/куди?» та «де/куди». Також у парах tú  «ти» та tu «твій», él «він» — el (означений артикль чоловічого роду).
- У каталанській та окситанській мовах акут (accent tancat) позначає як місце наголосу, так і якість голосних: é означає [e] (на відміну від è [ɛ]), ó — [o] (на відміну від ò [ɔ]). В каталонській гострий наголос стивиться у випадках, що переважно збігаються з іспанськими: é, í, ó, ú (над голосними верхнього підйому; над a вживається гравіс: à).
- В окситанській орфографії подібним чином розрізняються  é [e] — è [ɛ], ó [u] — ò [ɔ], а також á [ɔ/e] — à [a]. Як знак наголосу використовується над голосними á, é, í, ó, ú .
- У португальській та галісійській мовах правила постановки наголосу також близькі до іспанських, проте в португальській наголос не позначається над наголошеними кінцевими i та u. На відміну від інших романських мов, у португальській акут (acento agudo) позначає відкриті голосні: á [a], é [ɛ], ó [ɔ].
- В італійській мові знак акута (é  та дуже рідко ó) обов'язково вживається лише в окситонних (словах з наголосом на останньому складі) та в декількох службових односкладових словах. Найпоширеніші слова, що закінчуються на -ché (perché «чому/тому»), а також основна регулярна форма 3 особи однини дієслів другої групи в il passato remoto: poté  "зміг (змогла,-о,-и) ". Приклади односкладових омонімів: né  «ніякий» — ne (відносна частка),sé «сам» — se «якщо». ó  факультативно використовується для розрізнення квазіомофонів (у розмовній італійській нечітко виражено протиставлення [o] та [ɔ]) : bótte «діжка» та bòtte «бійка».

## Германські мови
- В англійській мові акут (acute accent), як й інші діакритичні знаки, зустрічається в запозичених словах, переважно французького походження: café  «кафе», fiancé  «наречений», fiancée «наречена», sauté, touché  та ін. Причому багато з них зберігають і оригінальну вимову з наголосом на останньому складі. В деяких французьких запозиченнях зберігається лише один діакритичний знак з декількох, наприклад, resumé  від фр. résumé. Іноді акут ставиться над кінцевим -e навіть в тих словах, де це не відповідає орфографії: latté ' ' від італ. latte. В останніх двох випадках функція гострого наголосу — вказати на те, що кінцеве -e не німе. Багато термінів, що не цілком засвоєні мовою (варваризми, зазвичай позначаються курсивом) та повністю зберігають діакритику мови-джерела: adiós, coup d'état, pièce de résistance,crème brûlée. В англійській поезії акут (іноді й гравіс) зазначає нестандартну вимову слів: picked (зазвичай [pɪkt]) — pickéd ['pɪkɪd].
- У нідерландській мові використовується для розрізнення слів, що відрізняються лише місцем наголосу (vóórkomen — voorkómen) чи відкритістю/закритістю голосного, якщо це не відображено в написанні іншим способом (hé — hè; één — een). Також для виділення (емфази) окремого слова в реченні: Het is ónze auto, niet die van jullie. — «Це наша машина, а не ваша».

У скандинавських мовах акут зазначає кінцевий наголошений e, звичайно лише при наявності омонімів.
- У шведській мові існує декілька пар омонімів, що розрізняються лише через акут (akut accent) : ide«барліг» — idé  «ідея»; armé («армія») — arme («бідний, жалюгідний»); armen «рука» — armén  «армія» (з означеним артиклем) (в словах «барліг» та «рука» наголос на першому складі, що навмисно не позначається). З акутом пишуться чимало запозичень, особливо французькі, наприклад, filé, kafé, resumé .
- У данській мові: én  «один» — en (невизначений артикль); fór « (від)ішов» — for «для»; véd  «знає» — ved (прийменник з інструментальним значенням); gǿr  «гавкає» — gør  «робить) »; dǿr  «вмирає» — dør «двері»; allé  «алея» — alle «все». Окрім того акут регулярно використовується для розрізнення форм наказового способу дієслів, що закінчуються на -ere, та множини іменників: analysér  « (про)аналізуй» — analyser «аналізи». У кожному разі вживання акута не є обов'язковим. При емфазі слово, яке треба виділити, отримує акут; особливо часто займенник der («там»), який вживається як у службовій функції, так і в значимій:Der kan ikke være mange mennesker dér. — «там  не може бути багато народу»; Dér skal vi hen. — «Ми підемо туди».
- У норвезькій, на відміну від данської, акут (akutt aksent) не служив для розрізнення імперативу та множини іменників: kontroller — «контролюй» та "контролі (множина) ". У новонорвезькій простий минулий час дієслова å fare «їздити» факультативно записується як fór  щоб відрізнити від for (прийменник «для»), fôr  «корм»/«полотно» та fòr  «борозна» (вживання всієї діакритики необов'язкове[2]). Гострий наголос також зберігається в словах французького походження: allé, kafé, idé, komité , хоча в повсякденному вживанні акут часто нехтують, а іноді замінюють його на гравіс.

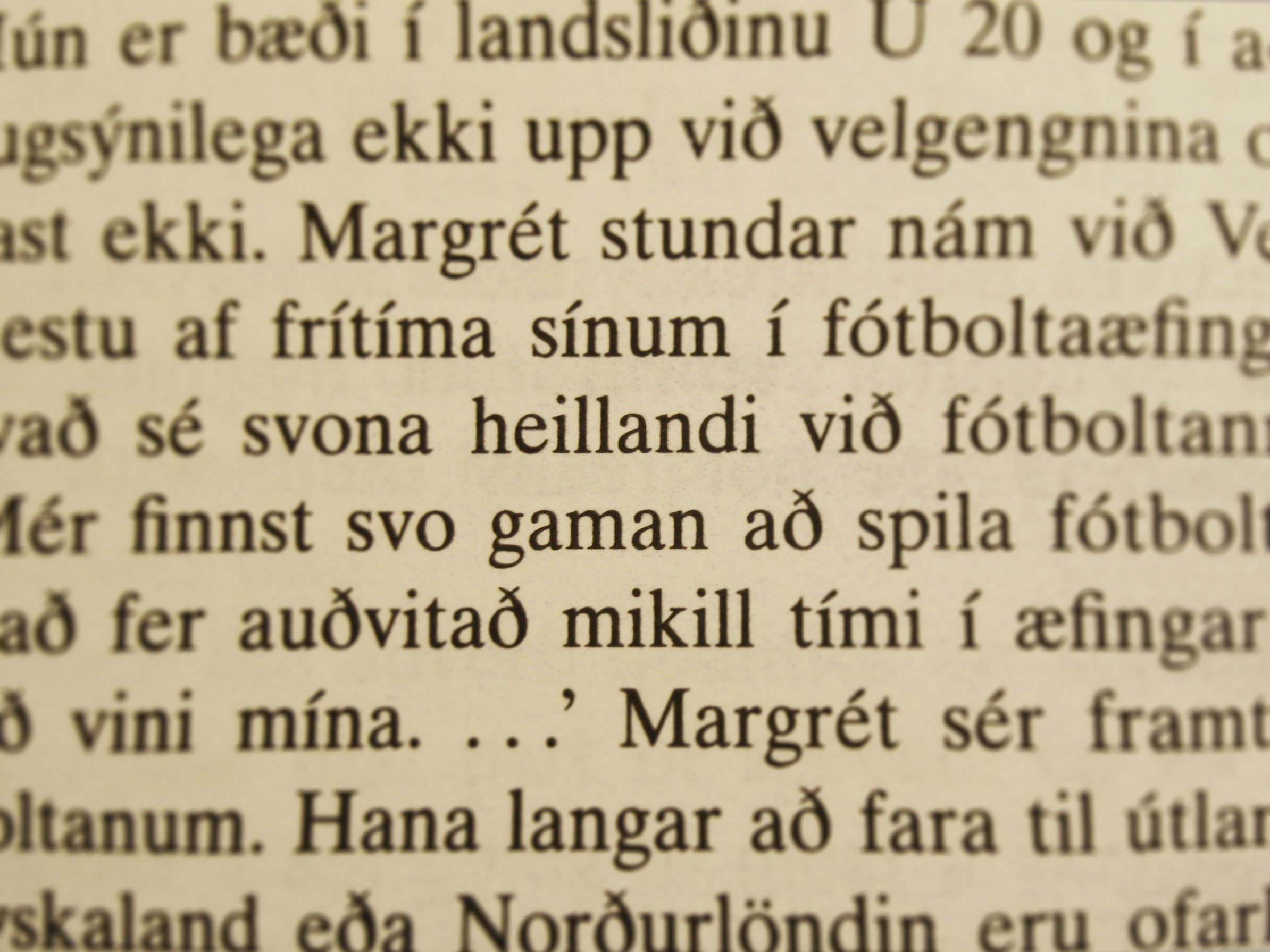
Приклад тексту ісландською мовою, що містить літери з гострим наголосом.

- В ісландській мові використовуються 6 літер з гострим наголосом: á, é, í, ó, ú, ý (в фарерській 5 — немає é), які вважаються самостійними літерами та займають власні позиції в абетці. Будь-яка з літер може позначати як довгий, так і короткий звук. Етимологічно вони походять від давньонорвезьких довгих голосних, які в більшості випадків перетворилися на дифтонги (крім é , яке в фарерській стало æ).

- Ісландська мова:

á: [au(ː)]
é: довгий [jeɛː], короткий [jɛ]
í/ý: [i(ː)]
ó: [ou(ː)]
ú: [u(ː)].
- Фарерська мова:

á : довгий [ɔa], короткий [ɔ], перед [a]: [õ]
í/ý : довгий [ʊiː], короткий [ ʊi]
ó : довгий [ɔu], [ɛu] або [œu], короткий: [œ]; на острові Суур (Suðuroy) : [ɔ]
Якщо за  ó  слід поєднання -gv, ó  вимовляється [ɛ], на Суур [ɔ].
ú : довгий [ʉu], короткий [ʏ]
Якщо за  ú  йде поєднання -gv, ú  вимовляється як [ɪ].

## Кельтські мови
- У валлійській орфографії акут над голосними  á, é, í, ó, ú, ẃ, ý  використовується для позначення словесного наголосу, якщо він припадає не на передостанній склад: casáu  «ненавидіти», caniatáu  «дозволяти».
- В ірландській мові літери з акутом (ірл. síneadh fada [ˌʃiːnʲə fadˠə]) : á, é, í, ó, ú  позначають довгі голосні.

## Угро-фінські мови
- В угорській мові акут використовується для позначення довготи голосних: á, é, í, ó, ú . Крім того він вказує й на якісні відмінності: короткий a — відкритий задній огубленний голосний [ɒ], в той час як довгий á — відкритий передній неогубленний [a]. Подібним чином короткий e — відкритий передньо-центральний [ɛ], а довгий é — закритий передньо-центральний [e]. В угорській мові використовується також подвійний акут.
- У Північносаамській мові акут ставиться над  Áá  та Óó , а також іноді над відповідними літерами латинського алфавіту, якщо немає можливості використовувати шрифт, який містить специфічні саамські літери  Čč, Đđ, Ŋŋ, Šš, Ŧŧ, Žž [3].

## Інші мови
- У словниках литовської мови акут позначає наголошені довгі склади з низхідним тоном. У разі дволітерних позначає вершину складу й ставиться над першою літерою, оскільки цей вид наголосу виділяє першому мору складу.
- У латинізованому туркменському алфавіті літера Ýý  позначає звук [j] та відповідає літері Й кирилиці.
- У в'єтнамській, латинізованій китайській (див. Піньїнь), деяких африканських мовах, що використовують писемності на латинській основі, знаком гострого наголосу позначається висхідний або високий тон. Наприклад, в мові йоруба: apá  «рука».
- У деяких баскських текстах гострий наголос може стояти над літерами r та l, що зазвичай замінюється подвоєнням цих літер: ŕ (або rr) позначає розкотистий багатоударний сонант [r] в середині слів (у початковій та кінцевій позиції r завжди багатоударний). ĺ або llпозначає палатальний [ʎ].
- У штучній мові сольресоль слова у множині вимовляються з подовженням останнього приголосного, що на письмі позначається акутом: редо «брат», редō «сестра», редṓ «сестри».
- У штучній мові квенья акут позначають довгі голосні (при транслітерації латиницею).